# مورتال کامبت موبایل
مورتال کامبت موبایل (به انگلیسی: Mortal Kombat Mobile) یک بازی ویدئویی مبارزه‌ای است که در سال ۲۰۱۵ توسط ندررلم استودیوز برای گوشی‌های هوشمند و تبلت‌ها منتشر شد. این عنوان که بخشی از مجموعه بازی‌های مورتال کامبت به‌شمار می‌رود، همزمان با نسخه استاندارد مورتال کامبت اکس عرضه شد و دارای مکانیک‌ها و گرافیک‌های مشابه است. این بازی با استقبال متفاوتی در بین منتقدان مواجه شده‌است.